# Enneapterygius ventermaculus
Enneapterygius ventermaculus és una espècie de peix de la família dels tripterígids i de l'ordre dels perciformes.

## Morfologia
- Els mascles poden assolir 4 cm de longitud total.[3][4]

## Hàbitat
És un peix marí de clima tropical que viu fins als 12 m de fondària.

## Distribució geogràfica
Es troba des del Pakistan fins a KwaZulu-Natal (Sud-àfrica).